# Centaurea charrelii
Centaurea charrelii — вид квіткових рослин айстрових (Asteraceae). Ареал: Північна Македонія та Греція.

## Середовище
Середовище існування: чагарникові ліси, живоплоти.

## Морфологічна характеристика
Багаторічний вид зі стеблами висотою 40–120 см. Листя довгасто-ланцетної форми. Квіти жовті або золотисто-жовті. Цвіте з кінця червня до липня.